# 塞霍夫
塞霍夫是德国梅克伦堡-前波美拉尼亚州的一个市镇。总面积4.33平方公里，总人口930人，其中男性457人，女性473人（2011年12月31日），人口密度215人/平方公里。